# Hipódromo de Åby
O Hipódromo de Åby (em sueco: Åbytravet) é uma praça de corridas de cavalos, localizada no bairro de Åby, na cidade de Mölndal, a 10 km a sul do centro de Gotemburgo.
Foi inaugurada em  1936, e foi até 1976 uma pista de trote e galope.
É o segundo maior hipódromo da Suécia.
São realizadas competições em praticamente todas as semanas do ano – geralmente à quinta ou quarta-feira.
A principal competição aqui realizada é o Åby Stora Pris (Grande Prémio de Åby), que tem lugar anualmente em meados de agosto.